# قصف المخا 2015
قصف المخا هو قيام طائرات التحالف بقيادة السعودية بقصف في ليلة الجمعة الموفق 24/07/2015 منطقة سكنية تتكون من مجمعين سكنين لعمال محطة المخاء البخارية لتوليد الطاقة والذي يبلغ في المجمع السكني الرئيسي 200 وحدة سكنية وما يقارب 30 وحدة سكنية للمجمع الثاني لمدنيين في مدينة المخا غرب في سواحل البحر الأحمر (الساحل الغربي) اليمن، وأدى القصف إلى تدمير المنطقة وقتل العديد من المدنيين، وأعتبرت هيومن رايتس ووتش تعتبره «جريمة الحرب».

## رد فعل منظمةهيومن رايتس ووتش
منظمة هيومن رايتس ووتش قالت: إن غارة التحالف الذي تقوده السعودية، التي أودت بحياة 65 قتيلا من المدنيين في مخا بجنوب غرب اليمن، يمكن اعتبارها «جريمة حرب». وقال اولي سولفانغ مسؤول حالات الطوارئ لدى المنظمة «مع الغياب الواضح لأي هدف عسكري، يمكن اعتبار هذا الهجوم جريمة حرب». فإنه زار مكان الهجوم بعد يوم على الغارة ولم يلاحظ أي موقع عسكري بالقرب منه. وكانت الغارة قد استهدفت حيا سكنيا يقيم فيه موظفو محطة لتوليد الكهرباء. ومنظمة هيومن رايتس ووتش حصلت من مدير محطة الكهرباء، جعفر قاسم، على قائمة باسماء 65 مدنيا قتلوا في الغارة، من بينهم عشرة أطفال. فانتقدت المنظمة، التي يوجد مقرها في نيويورك، عدم تحقيق التحالف في الغارة وهجمات أخرى أودت بحياة ضحايا من المدنيين في اليمن. وقال سولفانغ «إذا رفض التحالف التحقيق (حول الغارات التي تؤدي إلى مقتل مدنيين) فعلى الأمم المتحدة القيام بذلك».

## رد فعلصليب الأحمر
اللجنة الدولية للصليب الأحمر أصدرت بياناً عن الحرب اليمنية وقالت: إنه بموجب القانون الإنساني الدولي يجب على كل الدول والأطراف المشاركة في الصراع التمييز بين الأهداف العسكرية والمدنية والتمسك بمبدأي التناسب والحذر.

## ردود الفعل السعودية
نفى أحمد عسيري المتحدث باسم التحالف مسؤولية طيران التحالف عن الغارات، واعتبر أن بيان المنظمة بأنه لا يتمتع بالمصداقية، وقال أن التحالف منذ اليوم الأول أعلن بوضوح أنه يعمل وفقا لقيود تشمل عدم القيام بعمليات في المدن بين المدنيين وحماية البنية التحتية وقال إنه ملتزم بهذا واتهم الحوثيين بأنهم يقومون بهذا طول الوقت.
مع هذا، أعلن التحالف العربي بقيادة السعودية «هدنة إنسانية» لمدة خمسة أيام ابتداء من منتصف ليل الأحد الإثنين في الغارات التي ينفذها في اليمن بهدف إيصال المساعدات الإنسانية إلى السكان.

## موقف لجنة الثورة التابعة للحوثيين
رفض الحوثيون للهدنة التي أعلنها التحالف متهماً إياه بالتغطية على هجمات شنها على مواقع مدنية في تعز أسفرت عن مقتل العشرات،
إلى جانب ذلك؛ قد نفى الحوثيون أن تكون الأمم المتحدة بعثت إليهم أي خطاب رسمي بشأن الهدنة المقرر سريانها واكدون بأنه «ليس هناك موقف سلبي أو إيجابي حتى تتم المخاطبة الرسمية من قبل الأمم المتحدة بهذا الخصوص».

## ردود فعل وسائل الإعلامية
وكالة الانباء اليمنية سبأ عبرت بأن الغارة اسفرت عن 55 قتيلا ودانت «الجريمة السعودية» في مخا. وعبر بعض الوسائل الإعلامية من هذا القصف ب«قانا اليمن».